# 16112 Vitaris
A 16112 Vitaris (ideiglenes jelöléssel 1999 XK13) a Naprendszer kisbolygóövében található aszteroida. A LINEAR projekt keretében fedezték fel 1999. december 5-én.